# José Luis Ayuso
José Luis Ayuso  (Córdoba, 27 de agosto de 1980).

## Biografía
José Luis Ayuso nació en Córdoba, Andalucía, el 27 de agosto de 1980. Es conocido por su papel de Lucas en Lalola donde hacía del mejor amigo de Sergio Peiró (Octavi Pujades).

## Filmografía

### Televisión
- Aida como Doctor Ramiro.(1 episodio).(2013)
- Arrayán (2011)
- Lalola como Lucas (2008-2009).
- RIS Científica (2007)

### Cine
- Tchang, Cortometraje dirigido por Gonzalo Visedo 2010
- Los años desnudos 2008

### Teatro
- Mahagonny, Ópera, año 2007
- West Side Story, Musical, (Protagonista), años 2006/2007.